# Pseudoplatylabus apicalis
Pseudoplatylabus apicalis är en stekelart som först beskrevs av Tohru Uchida 1928.  Pseudoplatylabus apicalis ingår i släktet Pseudoplatylabus och familjen brokparasitsteklar. Inga underarter finns listade i Catalogue of Life.